# Feldwebel-Schmid-Kaserne
Die Feldwebel-Schmid-Kaserne war eine militärische Einrichtung der Bundeswehr in Rendsburg in Schleswig-Holstein von 1956 bis 2010. Bereits im Zweiten Weltkrieg erbaut, diente sie der Flugabwehr der Wehrmacht als Kaserne. Von 1964 bis 2000 war sie nach Günther Rüdel benannt. Die Kaserne umfasste eine Fläche von 43,7 Hektar.

## Geschichte

### Bau und Nutzung der Flak-Kaserne bis 1945
Im Zusammenhang mit der Aufrüstung der Wehrmacht durch den NS-Staat ab 1933 und der erheblichen Erhöhung der Zahl der militärischen Einheiten wuchs der Bedarf an Truppenunterkünften. 1936 erfolgten daher für den Aufbau der Luftverteidigung in Rendsburg Geländeerkundungen, um eine Flak-Abteilung der Luftwaffe hier zu stationieren. Die Verhandlungen mit der Stadt Rendsburg über den Kauf von Grundstücken für den Bau einer Kaserne begannen am 17. Juli 1936. Der Kaufvertrag über 23,77 Hektar Flächen wurde zwar erst am 25. Juli 1937 unterzeichnet. Von den Grundstücken hatte die Wehrmacht allerdings bereits am 31. Dezember 1936 Besitz ergriffen und im Frühjahr 1937 mit den Bauarbeiten begonnen. Die Kasernengebäude wurden in Form eines Oktogon angeordnet. Das Richtfest fand am 2. Oktober 1937 statt. Die Anlage wurde Ende Februar 1938 fertiggestellt. Ende März 1938 zog vorübergehend die Fliegerersatzabteilung 26 (See) ein, da die vorgesehenen Unterkünfte in Heiligenhafen noch nicht fertiggestellt waren. Nachdem dieser Verband Ende Oktober 1938 wieder ausgezogen war, erfolgte ab 15. November 1938 die Aufstellung der III./Flak-Regiment 6 (Scheinwerfer) in der Kaserne. Ende August 1939 werden aus dieser Abteilung die Reserve-Flak-Abteilungen (Scheinwerfer) 608 und 609 in Hamburg gebildet. Stattdessen wurde die Flak-Ersatz-Abteilung 24 (Scheinwerfer) in der Kaserne aufgestellt, die zum 1. Juli 1942 die Flakscheinwerfer-Ausbildungs-Abteilung 24 bildete. Die Flak-Ersatz-Abteilung 24 (Scheinwerfer) wurde 1942 zur Reserve-Flak-Abteilung 681 umgegliedert. Ab 1943 wurde zudem die Flak-Ersatz-Abteilung 61 (Scheinwerfer) in der Kaserne stationiert, die als Ausbildungs- und Ersatz-Abteilung für das Flakwaffenhelferinnenkorps fungierte. Zum Bau einer Kläranlage wurden am 22. April 1941 nochmals 2 Hektar Fläche gekauft. Und am 21. Juli 1942 kamen weitere 5,17 Hektar für die Errichtung zusätzlicher Baracken hinzu.

### Besatzungszeit 1945–1953
Mit Ende des Zweiten Weltkrieges besetzten am 8. Mai 1945 britische Truppen die Stadt. In der Flak-Kaserne waren damals etwa 2000 Luftwaffen- und Flak-Helferinnen untergebracht, deren Entlassung sich bis Juli 1945 hinzog. Mit Befehl vom 9. August 1945 wurde die Kaserne durch die britische Armee beschlagnahmt. Zunächst wurde die in Kingsway Barracks umbenannte Anlage als Lazarett genutzt, bevor alliierte Truppen die Kaserne belegten, darunter die 70th und 71st MTLO Royal Air Force, die 23rd Parachute Field Ambulance und das 15th Medium Regiment Royal Artillery. Im Nordteil der Kaserne wurde am 2. November 1946 ein mit Baracken bebauter Bereich der Kaserne abgetrennt, um Flüchtlinge unterzubringen. Die britischen Besatzungstruppen in Schleswig-Holstein wurden im Herbst 1948 durch die Norwegische Deutschland-Brigade, die zuvor in Südostniedersachsen disloziert war, teilweise abgelöst. Im September 1948 trafen in Rendsburg in den Kingsway Barracks die Transport- und Versorgungskompanie sowie die Sanitätskompanie der Brigade 482 ein. Am 21. Februar 1949 erfolgte die Ablösung und Kommandoübergabe an das nächste Kontingent, die norwegische Brigade 491. Im August 1949 fand die Ablösung durch die Brigade 492 statt. Im Februar 1950 kam es zum Wachwechsel zur Brigade 501, wobei am 28. Februar 1950 die Pionierkompanie von Neumünster in die Kingsway Barracks nach Rendsburg verlegt wurden. Am 22. August 1950 wurde das Kommando an die Brigade 502 übergeben. Erst am 16. März 1951 löste die Brigade 511 ihre Vorgänger ab. Am 20. Oktober 1951 folgten die Soldaten der Brigade 512, die im April 1952 ihre Ablösung durch die Brigade 521 erfuhren. Am 9. Oktober 1952 übernahm schließlich die Brigade 522, die als letzter norwegischer Verband vom 11. bis 30. April 1953 aus Schleswig-Holstein in die Heimat abzog. Danach stand die Kaserne im Wesentlichen leer. Nur das Flüchtlingslager blieb bestehen. Die Anlage wurde von zivilen Personal bewacht. Doch hatte sich bereits 1953 das Amt Blank im Rahmen der Vorbereitung der Aufstellung der Bundeswehr für die Kaserne interessiert.

### Bundeswehr 1956–2010

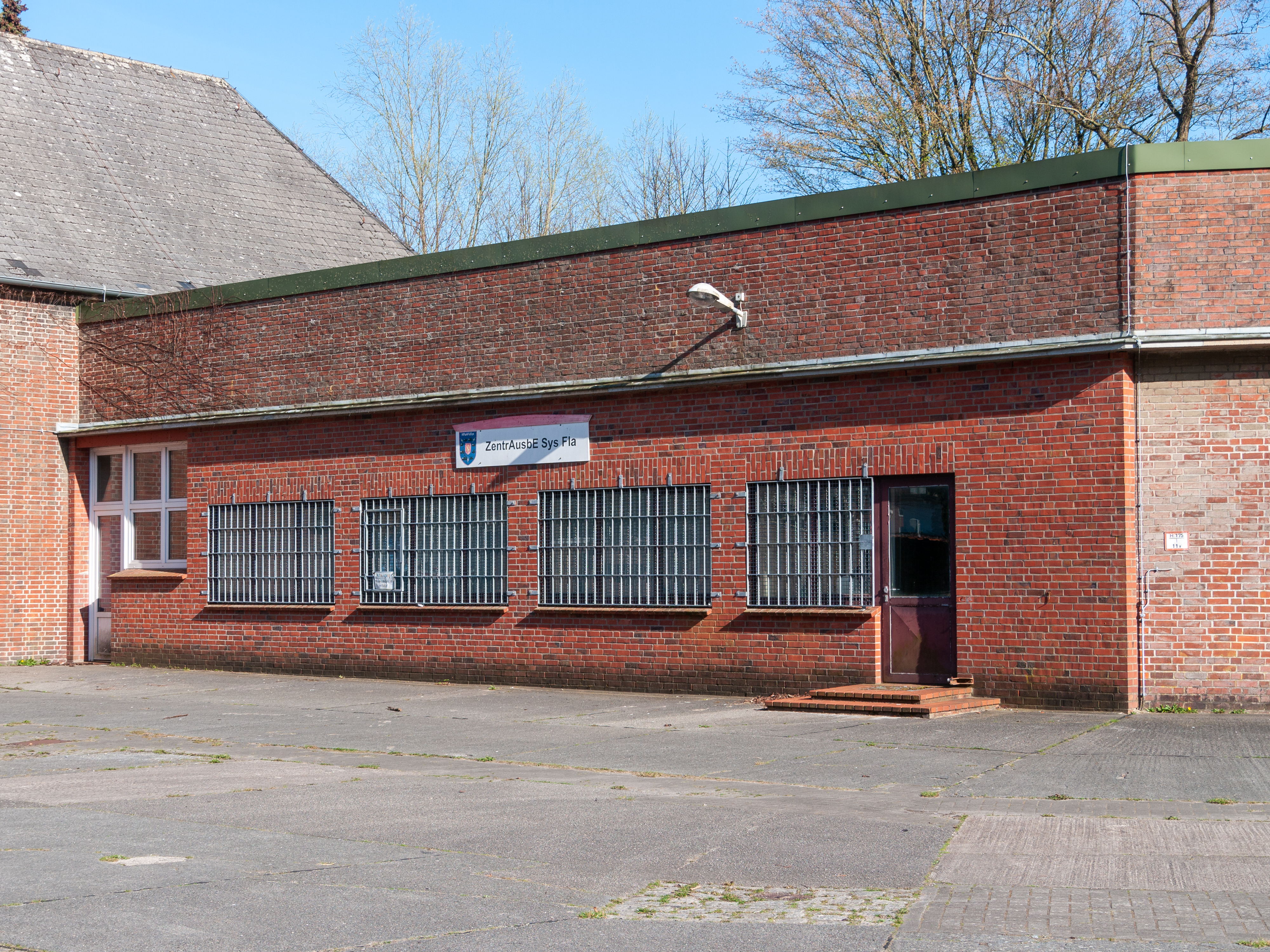
Ehemaliges Ausbildungszentrum Heeresflugabwehrtruppe

Bevor die Bundeswehr in die Flak-Kaserne einzog, fanden umfassende Renovierungsarbeiten statt, die jedoch im Mai 1956 noch nicht abgeschlossen werden konnten. Aufgrund Aufstellungsbefehl Nr. 9 vom 22. März 1956 durch den Bundesminister für Verteidigung wurde ab 1. Juli 1956 in der Flak-Kaserne die Flugabwehrschule des Heeres mit Schul- und Lehrstab sowie den Lehrgruppen A, B und C errichtet. Bereits ab 3. April 1956 war das Flugabwehrartillerielehrbataillon in der Kaserne aufgestellt worden.
Die Geburtsstunde des Heeresmusikkorps I A schlug am 3. Mai 1956 in der Flak-Kaserne. Es wurde jedoch bereits am 20. August 1956 nach Bad Eilsen verlegt.
Am 15. März 1957 übernahm die Luftwaffe die Flugabwehrschule als gemeinsame Einrichtung von Heer und Luftwaffe. Zugleich wurde das Flugabwehrartillerielehrbataillon in einen Luftwaffen- und einen Heeresteil umgegliedert.
Vom 1. Oktober 1958 bis zum 31. August 1968 war in der Kaserne das Marinestützpunktkommando Flensburg-Mürwik Außenstelle Rendsburg stationiert.
1959 wurde die neue Sporthalle fertiggestellt sowie 1960/61 die Hörsaalgebäude Nord und Süd in Betrieb genommen.
Zum 1. Januar 1961 folgten weitere Veränderungen: die Flugabwehrschule bestand nun aus dem Schulstab sowie den Lehrstäben 1 mit dem Heeresflugabwehrlehrbataillon, 2 mit dem Luftwaffenflugabwehrbataillon und 3. Dem Lehrstab 3 war die I./Flugabwehrraketenausbildungsregiment, das in Köln-Wahn stationiert war, zugeordnet, das zum 4. September 1961 in Flugabwehrraketenlehrbataillon umbenannt wurde. Zum 1. Oktober 1961 erfolgte die Verlegung nach Aachen in die Theodor-Körner-Kaserne. Hier entstand aus dem Lehrstab 3, dem Flugabwehrraketenlehrbataillon sowie weiteren Luftwaffenteilen der Flugabwehrschule aus Rendsburg die neue Raketenschule der Luftwaffe zum 1. Oktober 1964.
Der Stab des Fernmelderegiments 37 zog am 6. Juni 1963 in die Kaserne ein. Er war zunächst am 25. November 1960 als Stab des Fernmelderegiments 34 in Osnabrück und Wunstorf aufgestellt worden, verlegte jedoch bereits am 16. Januar 1961 nach Aurich in die Blücher-Kaserne. Am 1. April 1963 erfolgte die Umbenennung in Fernmelderegiment 37. Am 14. Oktober 1964 kam der Stab des Fernmelderegiments 37 nach Schleswig in die Kaserne Auf der Freiheit. In Schleswig fand am 1. August 1969 die Rückumbenennung in Fernmelderegiment 34 statt. Am 18. März 1986 verlegte der Verband nach Rendsburg-Krummenort, wo er zum 31. März 1990 seine Auflösung erfuhr.
In der Flak-Kaserne erfolgte ebenfalls am 1. Oktober 1964 die Aufstellung der Heeresflugabwehrschule mit der Stabsgruppe, der Lehrgruppe A und dem Spezialstab ATV (Auswertung, Truppenversuch, Vorschriften) sowie der in Todendorf beheimateten Lehrgruppe B. Aus dem Heeresflugabwehrlehrbataillon wurde in der Flak-Kaserne das Flugabwehrbataillon 3 gebildet, das am 1. April 1971 in die Röttiger-Kaserne nach Hamburg verlegte und dort zum 30. September 1977 aufgelöst wurde.
Am 6. Oktober 1964 wurde der Anlage der Name Rüdel-Kaserne nach Generaloberst Günther Rüdel verliehen.
Für den Bau von Instandsetzungshallen und weiteren Unterkunftsgebäuden wurden mit Kaufvertrag vom 25. Juni 1968 weitere 6,34 Hektar angrenzende Flächen durch den Bund erworben.
Aus Abgaben der Flugabwehrbataillone 3 und 6 sowie der Flugabwehrlehrbatterie 61 wurde am 1. April 1971 das Flugabwehrlehrbataillon 610 in der Rüdel-Kaserne aufgestellt. Es wurde am 1. Oktober 1993 zum Panzerflugabwehrraketenlehrbataillon 610 umgegliedert und 2002 aufgelöst.
Zwischen 1978 und 1983 entstanden neue Instandsetzungshallen und Werkstätten, Ausbildungs- und Panzerabstellhallen, eine neue Heizzentrale und zwei Unterkunftsgebäude, die am 1. Oktober 1983 von der 3./Instandsetzungsbataillon 610 bezogen wurden. Die Kompanie ging zum 1. April 1997 in der 3./Instandsetzungsbataillon 6 am Standort auf. Zum 1. Oktober 2005 wurde sie in 3./Instandsetzungsbataillon 166 umbenannt und kam am 30. Juni 2009 in die Rantzau-Kaserne nach Boostedt.
Am 1. Juli 1978 wurde das Flugabwehrregiment 600 aufgestellt. Es sollte sich im Verteidigungsfall aus den Flugabwehrbataillonen 610 (teilaktiv), 620 (Geräteeinheit) und 630 (Geräteeinheit) zusammensetzen. Es wurde zum 1. April 1993 zum gemischten Flugabwehrlehrregiment 600 umgegliedert. In den 1980er Jahren waren in der Kaserne die Mobilmachungsvorbereitungsgruppe Flugabwehrregiment 600 und die Mobilmachungsvorbereitungsgruppe Heeresflugabwehrschule stationiert, um die Bildung des Regiments im Verteidigungsfall sicherzustellen.
Am 1. Januar 1986 wurde die Fahrschulgruppe Rendsburg 2 aufgestellt, die zum 31. März 1994 wieder aufgelöst wurde.
In den 1980er Jahren war in der Kaserne die Instandsetzungslenkgruppe 601 stationiert.
Aus dem Flugabwehrregiment 600 wurde am 1. April 1993 das gemischte Flugabwehrlehrregiment 600 gebildet. Ihm waren das Panzerflugabwehrkanonenlehrbataillon 6 und die Flugabwehrraketenlehrbatterie 600 (beide in Lütjenburg), das Flugabwehrlehrbataillon 610 (ab 1. Oktober 1993: Panzerflugabwehrraketenlehrbataillon 610) sowie das nichtaktive Panzerflugabwehrraketenbataillon 611 unterstellt. Das Regiment wurde am 27. November 2002 außer Dienst gestellt.
1995 wurde ein neues Internatsgebäude für die Heeresflugabwehrschule errichtet.
Am 8. Mai 2000 wurde die Anlage in Feldwebel-Schmid-Kaserne umbenannt.
Mit dem Stationierungskonzept 2004 der Bundeswehr wurde festgelegt, die Heeresflugabwehrschule aufzulösen und in Munster ein Ausbildungszentrum Heeresflugabwehrtruppe zu schaffen. Am 7. Juli 2007 feierte die Heeresflugabwehrschule ihr 50. Jubiläum; bis zu 150.000 Soldaten aller Teilstreitkräfte sind durch sie seit ihrer Gründung ausgebildet worden. Am 28. November 2007 stellte die Heeresflugabwehrschule Rendsburg ihren Dienstbetrieb ein. Zuvor waren bereits Teile zur Aufstellung des Ausbildungszentrums in Munster herangezogen worden.
Zur medizinischen Versorgung war in der Kaserne der Sanitätsbereich 11/12 mit Material ausgestattet. Es bestand die Standortfernmeldeanlage 120/402, der Fernmelderevisionsdiensttrupp 120/402 vom 1. November 1965 bis zum 30. November 1994 und der Fernmelderevisionsinstandhaltungstrupp 120/402 vom 1. Juli 1980 bis zum 30. November 1994 in der Kaserne. Der Dienstposten des Kasernenfeldwebels Rendsburg war hier vom 1. April 1992 bis zum 31. März 1999 eingerichtet. Der Evangelische Standortpfarrer Rendsburg befand sich vom 1. Mai 1955 bis 31. Januar 2003 und der Katholische Standortpfarrer Rendsburg von 1956 bis zum 31. August 2007 in der Kaserne.
Endgültig verließen am 29. Juni 2010 die letzten Soldaten des in Munster stationierten Ausbildungszentrums Heeresflugabwehrtruppe die Feldwebel-Schmid-Kaserne.

## Die Namensgebung
Beim Neuaufbau der Bundeswehr wurde die Kaserne der Heeresflugabwehrschule in Rendsburg 1964 nach Günther Rüdel benannt. Dies führte Ende der 1990er Jahre zu einer Kontroverse, nachdem bekannt geworden war, dass Rüdel zum ehrenamtlichen Beisitzer des Volksgerichtshofes ernannt worden war. Im Zuge der Auseinandersetzung verfügte der damalige Verteidigungsminister Rudolf Scharping am 8. Mai 2000 die Umbenennung der Unterkunft in Feldwebel-Schmid-Kaserne. Anton Schmid soll bis zu 300 Juden gerettet haben und wurde dafür von einem Kriegsgericht der Wehrmacht zum Tode verurteilt und erschossen. Später stellte sich heraus, dass Rüdel (als einer von etwa 150 ehrenamtlichen Richtern) nur an einer einzigen Verhandlung teilgenommen hatte und nicht an Terrorurteilen beteiligt gewesen war, wie vorher behauptet wurde. Zudem hatte Rüdel in dieser Verhandlung einen Freispruch durchgesetzt. Verteidigungsminister Peter Struck erklärte sich daraufhin 2002 mit einer Rehabilitierung Rüdels einverstanden, und der Versammlungssaal im Offizierheim der nunmehrigen Feldwebel-Schmid-Kaserne wurde nach Günther Rüdel benannt.

## Ausbildungsgerät
Während der Zeit in Rendsburg wurden hier die Offiziere und Besatzungen an folgenden Gerät geschult (Auswahl)
- M16 Halbkettenfahrzeug mit Flak
- Waffensystem Flak 40mm L70
- M42 Duster
- Gepard 1A2
- Roland auf Marder Fahrgestell und MAN 15t LKW

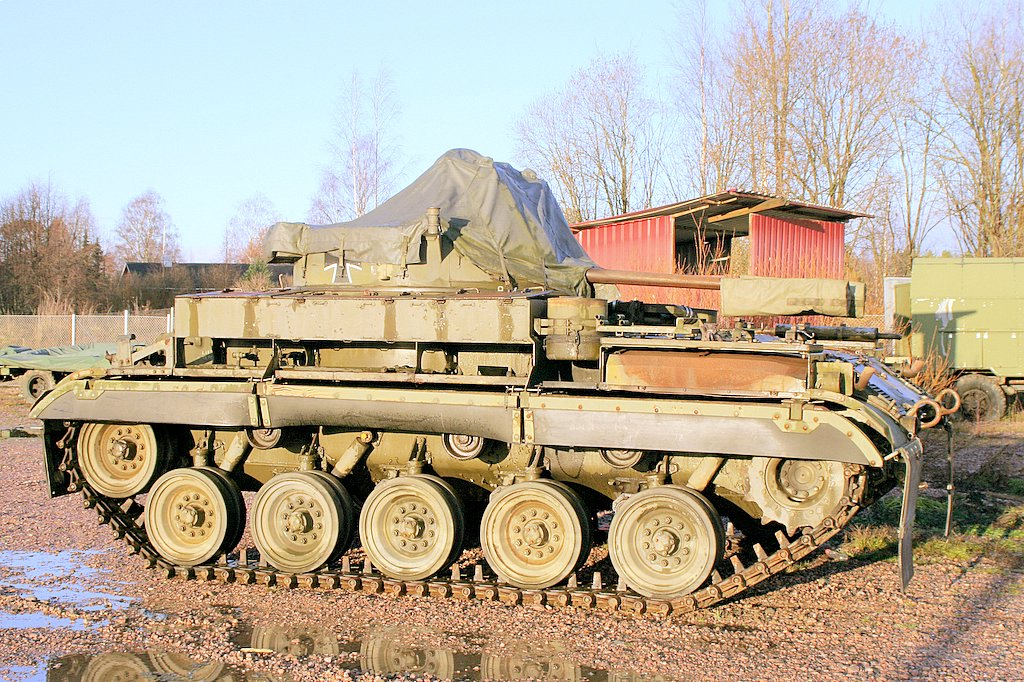
M42 Duster
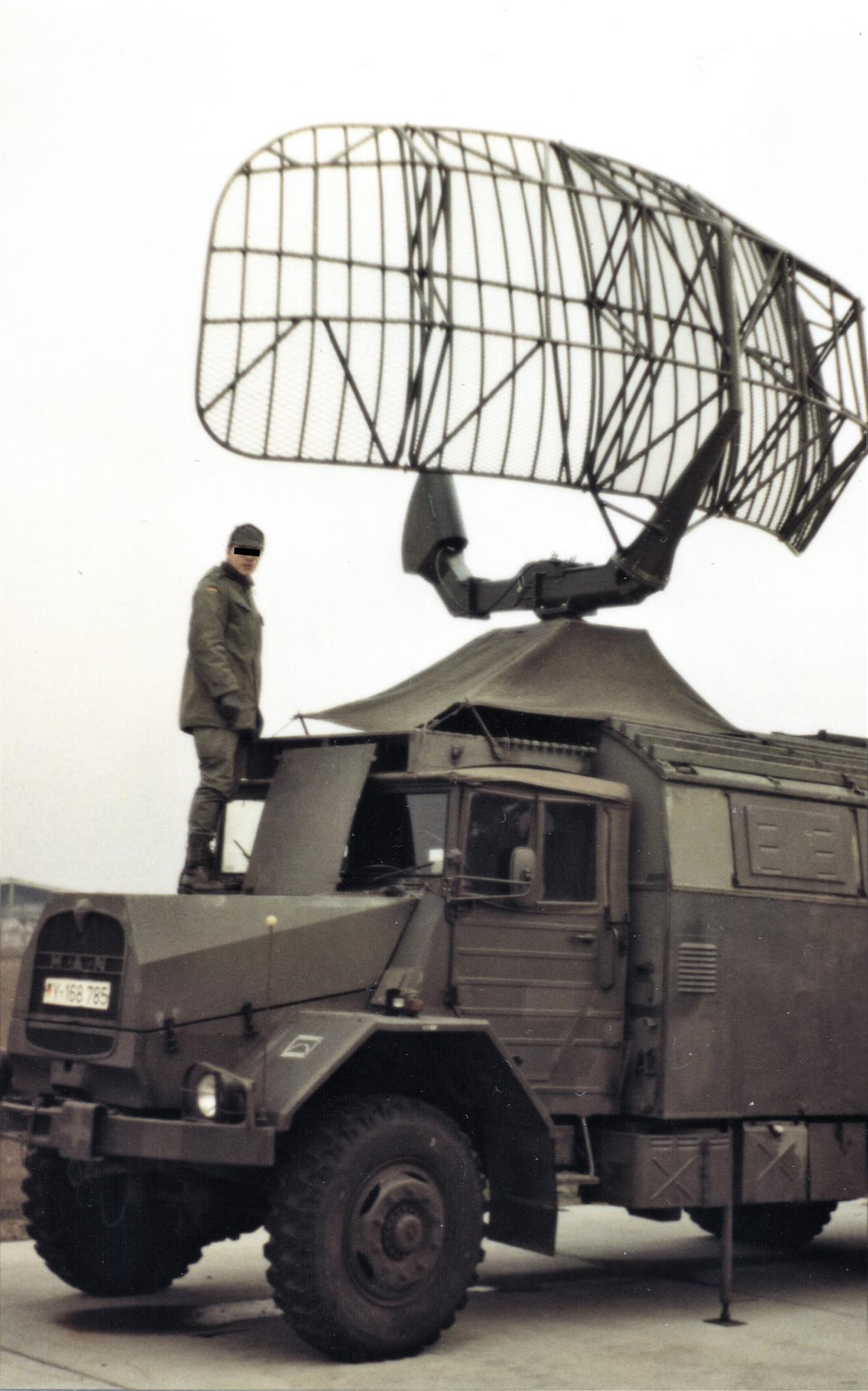
MAN Radarwagen mit aufgebauter Antenne (Radargerät TPS 1 E). Grundausbildung FLA - Radar - Kanoniere, 1. Quartal 1980.
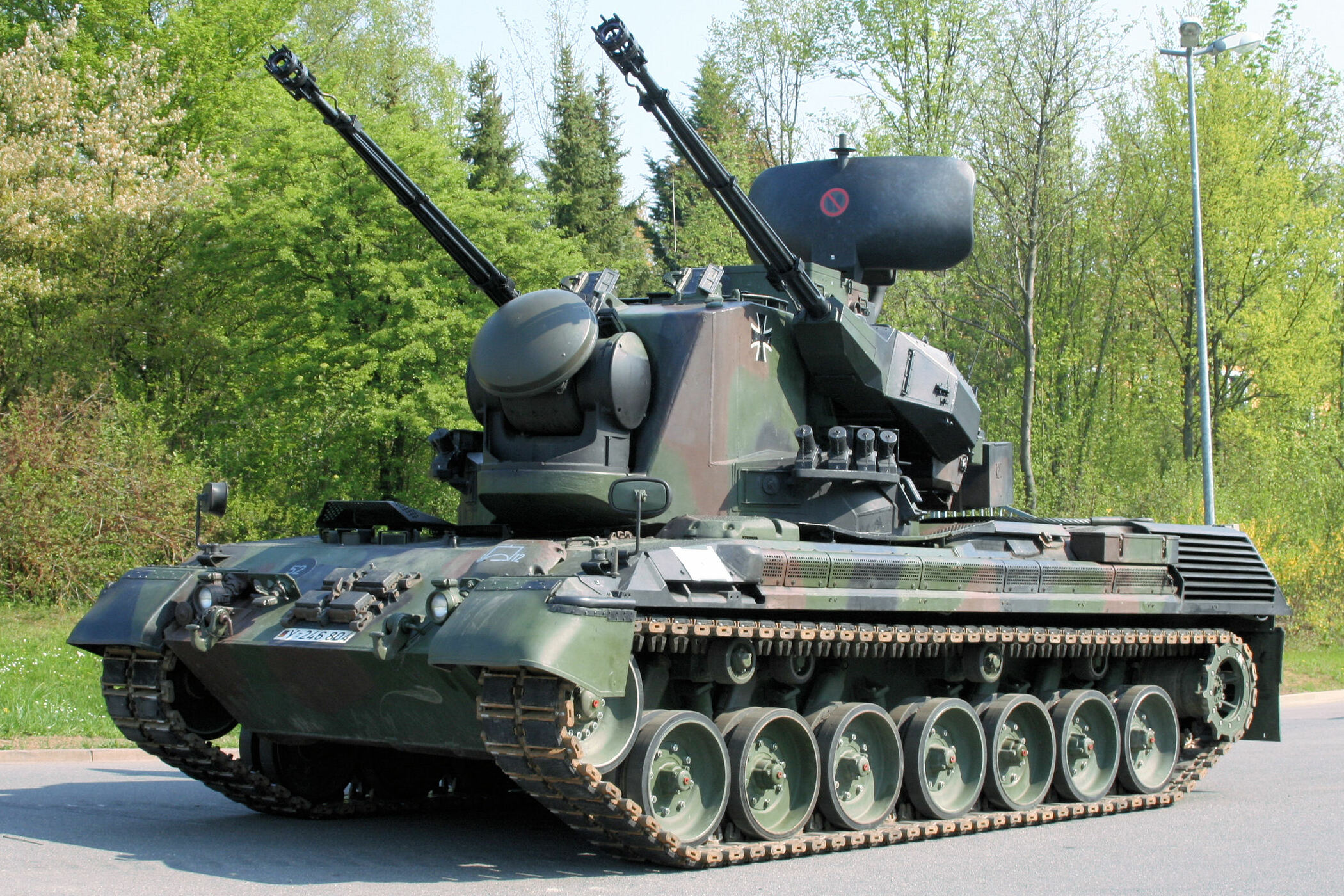
Gepard 1A2
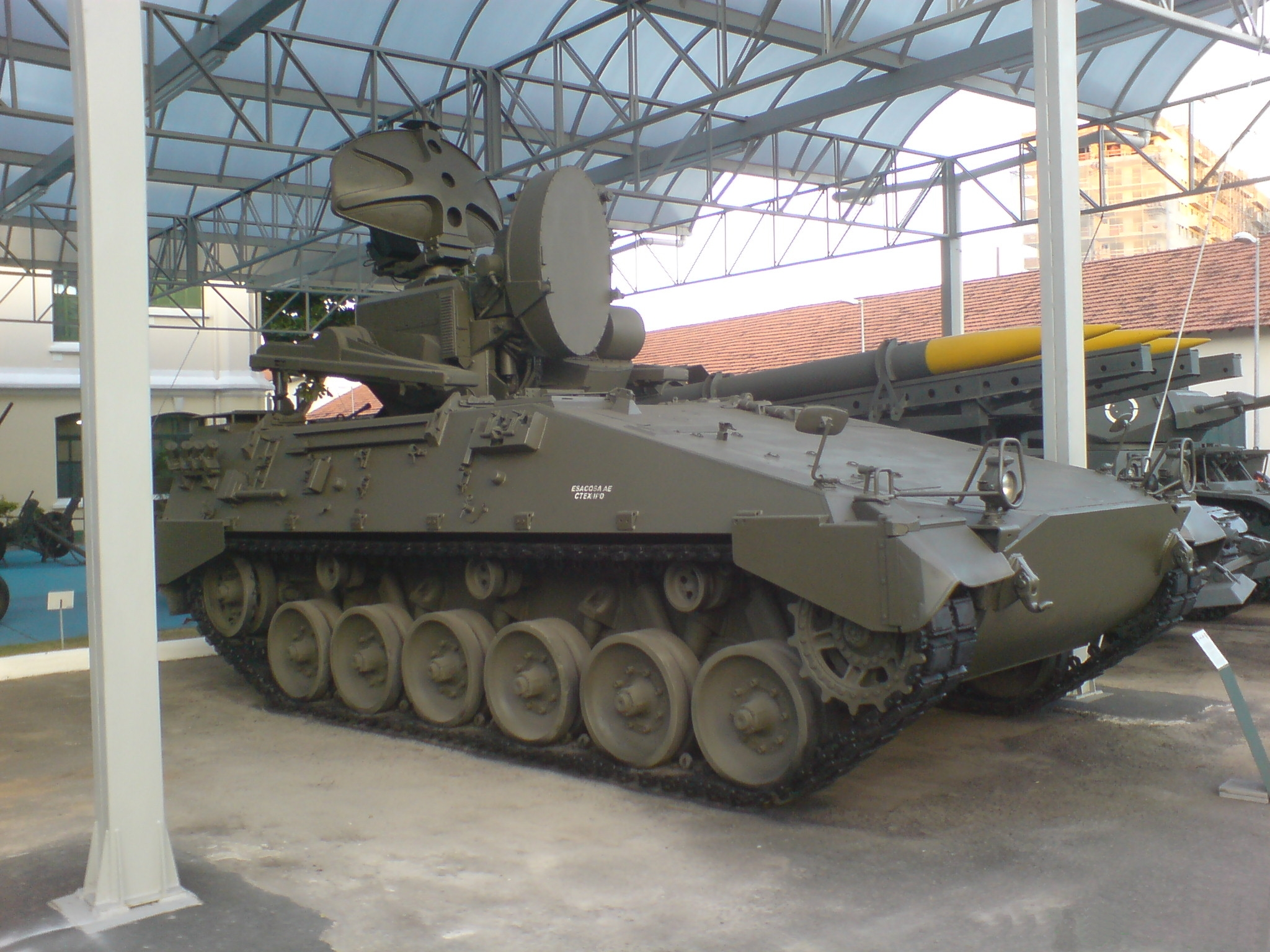
Roland auf Marderfahrgestell
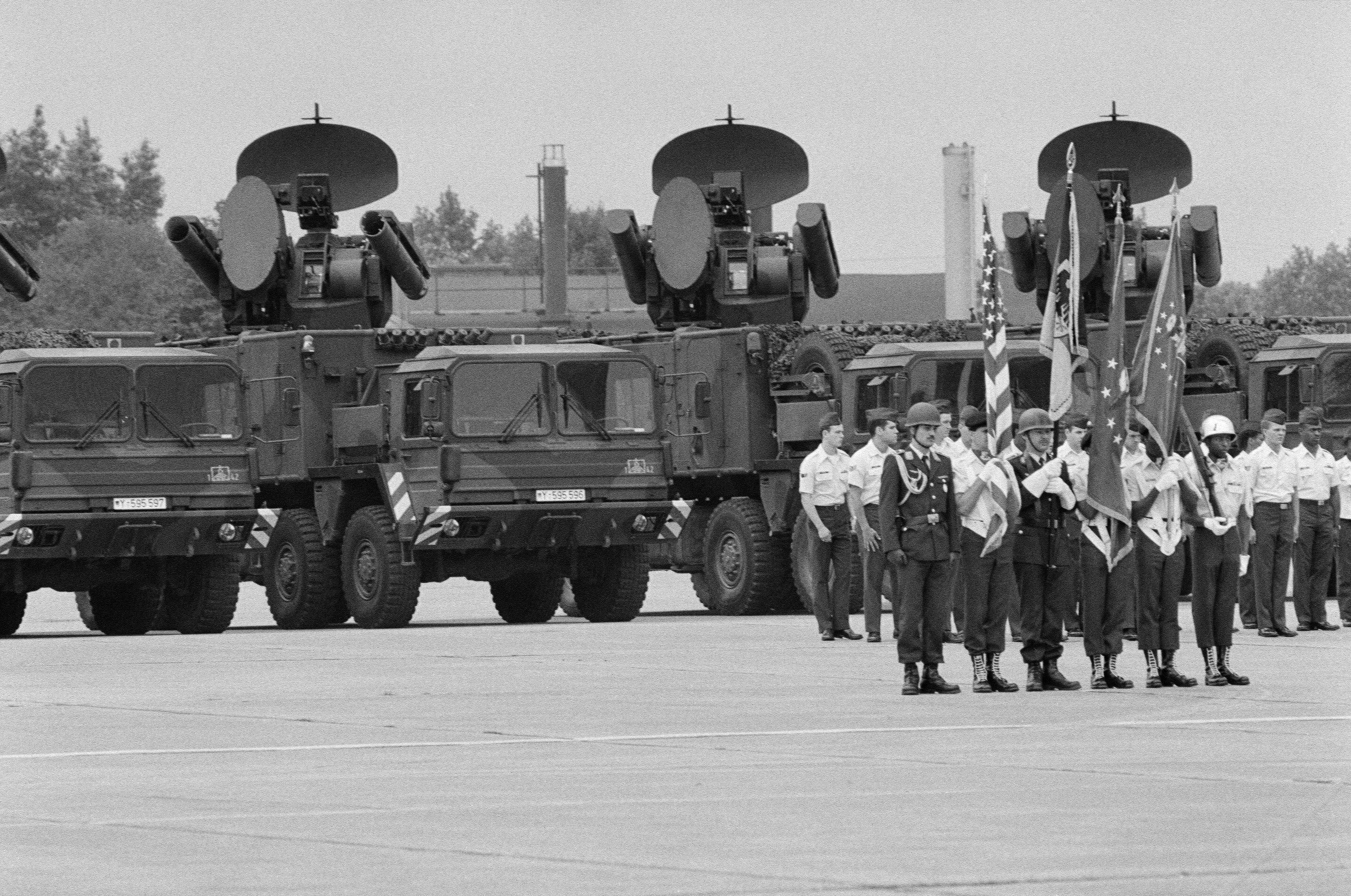
Roland auf MAN (Luftwaffe)

## Konversion

### Vorbereitende Untersuchungen
Die Durchführung von Voruntersuchungen mit einer Stärken-Schwächen-Analyse sowie die Erhebung der städtischen und regionalen Rahmenbedingungen zur Entwicklung der Liegenschaften für die Bundeswehrstandorte Eider-Kaserne, Feldwebel-Schmid-Kaserne und das Bundeswehrdienstleistungszentrum wurde durch die Ratsversammlung der Stadt Rendsburg am 16. Dezember 2004 beschlossen. Die Untersuchungen fanden von Ende 2006 bis Juli 2007 statt, so dass am 24. Juli und 24. August 2007 zwei Endberichte vorgelegt werden konnten. Im Anschluss fand am 29. August 2007 eine Bürgeranhörung statt. Im Februar 2008 wurde ein Masterplan Suhmsheide-Ost vorgelegt. Demnach sollte sich die Nachnutzung in die Bereiche „Gewerbe und Logistik“ mit 13,4 Hektar im Norden unter Einbeziehung der vorhandenen Kraftfahrzeug- und Werkhallen, „Freiflächen und Freizeitnutzungen“ mit 12,3 Hektar einschließlich ehemaligem Internatsgebäude und Sporthalle, „Bildung, Verwaltung und Dienstleistungen“ mit 14 Hektar für das denkmalgeschützte Oktogon-Gebäudeensemble, das 60.000 Quadratmetern Geschossflächen umfasste, sowie „Freizeit und Gastronomie“ mit 1,5 Hektar um das ehemalige Offiziersheim aufteilen. Der Masterplan wurde durch die Ratsversammlung am 15. Mai 2008 beschlossen.
Unterdessen bot die Bundesanstalt für Immobilienaufgaben die Kaserne zum Kauf an. Ein Mindestverkaufserlös von 1,95 Millionen Euro sollte erzielt werden. Im Dezember 2011 erwarb eine Projektträgergesellschaft das gesamte aufgegebene Kasernenareal und stellte eine Rahmenplanung „Oktogon - Energie Kompetenzzentrum Rendsburg“ dem Bauausschuss der Stadt Rendsburg am 17. Januar 2012 vor. Insgesamt sollte sich die Konversion nunmehr an 8 Themenfeldern ausrichten: Technologie und Forschung (15 Hektar mit Photovoltaik-Anlage und Wasserstoff-Speicher-Kraftwerk), Arbeit (5 Hektar als Gewerbegebiet für Nutzungen im Zusammenhang zu den geplanten energetischen Anlagen), Gesundheit (3,5 Hektar Mischgebiet für Anlagen und Einrichtungen zur Ausbildung, Anwendung und Beratung), Bildung und Freizeit (im Oktogon-Gebäudekomplex mit Einrichtungen zur Aus- und Fortbildung, Schulung sowie für Freizeit und Unterhaltung, Gastronomie als 1 Hektar Mischgebiet) sowie Mobilität und Bauen (ebenfalls im Oktogon-Ensemble und angrenzenden Gebäuden für Ausstellungsräumen, Büros, Seminarräume, Wartungshallen als 1,3 Hektar Mischgebiet). Am 1. Februar 2012 übergab der Bund das Areal an die neuen Eigentümer.

### Energie-Park

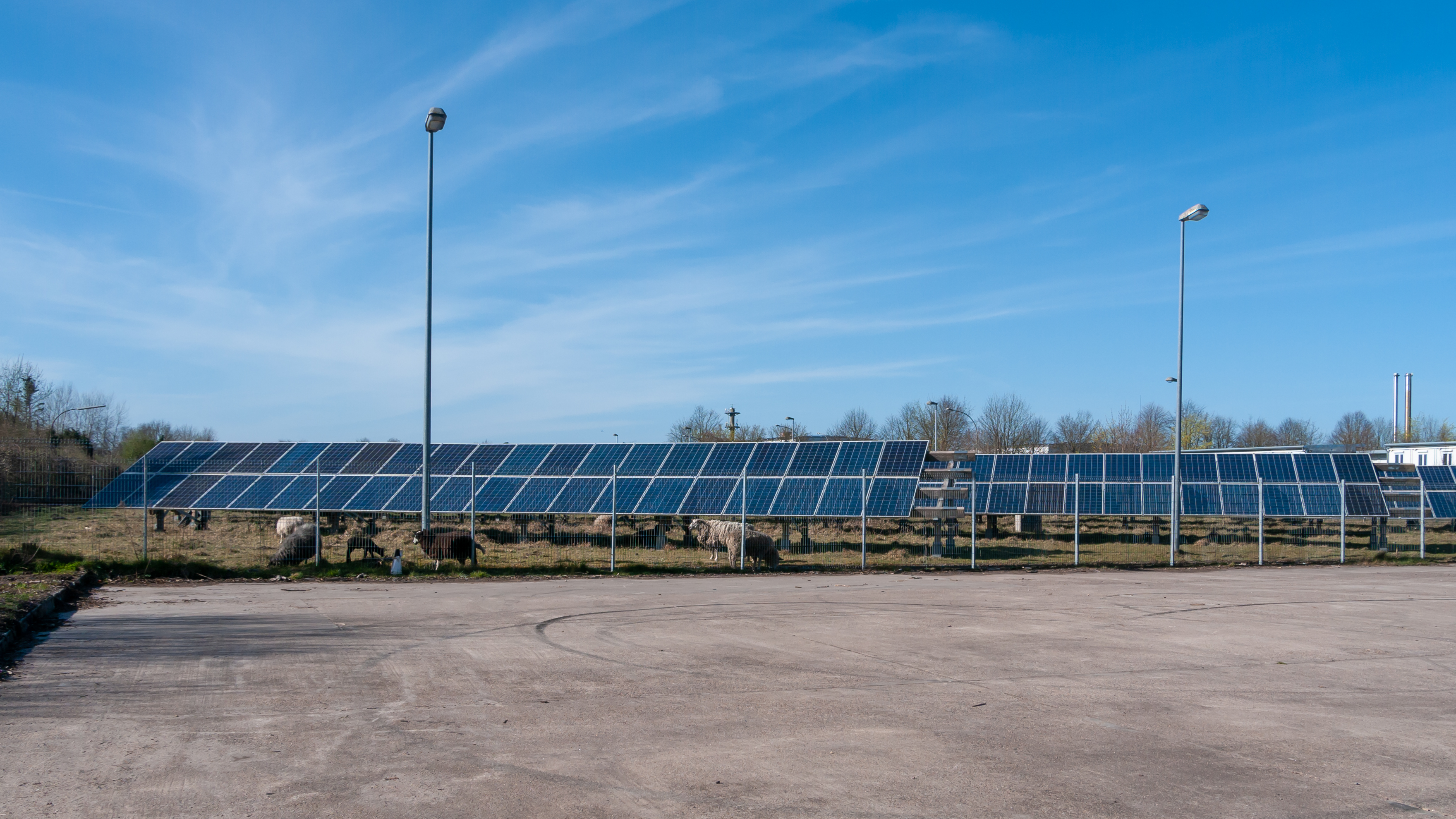
Photovoltaik-Freiflächenanlage auf dem ehemaligen Kasernengelände

Am 17. Januar 2012 fasste der Bauausschuss der Stadt Rendsburg den Aufstellungsbeschluss des Bebauungsplans Nr. 92 a „Suhmsheide-Ost (ehem. Feldwebel-Schmid-Kaserne) Nord“. Der Entwurf des Bebauungsplans wurde am 27. September 2012 von der Ratsversammlung beschlossen. Der Bebauungsplan trat am 24. April 2013 in Kraft. Er umfasst ein Gebiet von 15,11 Hektar entlang der nördlichen und westlichen Grenze des ehemaligen Kasernengeländes. Im Wesentlichen sieht er ein Sondergebiet „Energie-Park“ zur Erforschung, Entwicklung und Nutzung erneuerbarer Energien vor. Hauptsächlich war an die Schaffung von Photovoltaikanlagen gedacht. Bereits im März 2012 fanden in der früheren Kaserne Rodungen für das neue Solarkraftwerk statt. Dabei wurde statt zulässiger Baumfällungen auf 10.900 Quadratmetern ein Kahlschlag auf 18.690 Quadratmeter vorgenommen. Der Investor räumte den Fehler ein und kündigte Ersatzpflanzungen an. Da die Förderung von Solarenergie durch die damalige CDU-FDP-Bundesregierung reduziert wurde, war das Projekt gefährdet. Schließlich wurde dann aber doch die Photovoltaik-Anlage mit 12.500 Kollektoren auf etwa 20.000 Quadratmetern 2012 errichtet.
Beabsichtigt war ferner, die Photovoltaik-Anlagen auf eine an die Kaserne westlich angrenzende, brachliegende Kleingartenanlage zu erweitern. Hierfür wurde am 17. Januar 2012 der Aufstellungsbeschluss für den Bebauungsplan Nr. 92 b „Suhmsheide-Ost (ehem. Kleingartenanlage Erholung)“ gefasst. Zu einem Satzungsbeschluss und einer Umsetzung des Vorhabens kam es bisher jedoch nicht. Vielmehr wurde im Februar 2020 bekannt gegeben, dass der Schweizer Schienenkonzern Stadler Rail auf einem Teil des Geländes ein Instandhaltungswerk für Schienenfahrzeuge errichten wird. Zudem wird die Bahnstrecke zwischen Rendsburg und Seemühlen bei Fockbek reaktiviert, die am ehemaligen Kasernenareal südlich vorbeiführt. 2022 begannen hierfür die Arbeiten.

### Ansiedlung von Gewerbebetrieben in ehemaligen Fahrzeug- und Gerätehallen
Am 17. Januar 2012 fasste die Stadt Rendsburg den Aufstellungsbeschluss für den Bebauungsplan 92 c „Suhmsheide-Ost (ehem. Feldwebel-Schmid-Kaserne) Mitte“, dessen Geltungsbereich 5,92 Hektar umfasst und hier Gewerbeflächen vorsieht. Im Wesentlichen sollten die vorhandenen Fahrzeug- und Gerätehallen erhalten bleiben. Die gewerbliche Nutzung sollte im Zusammenhang zu den zukünftigen energetischen Anlagen stehen und Werkstätten, Reparatur-, Service- und Technikstützpunkte sowie Transport- und Lagereinrichtungen umfassen. Der Bebauungsplan wurde am 13. Dezember 2012 als Satzung beschlossen und am 24. April 2013 rechtskräftig. Angesiedelt haben sich heute statt der Betriebe im Kontext zum Energiepark mehrere Paket- und Kurierdienste, ein Fitnessstudio, ein Elektrofachmarkt sowie ein Rohr- und Anlagenbauunternehmen.

### Oktogon
Die Aufstellung des Bebauungsplans Nr. 92 d „Suhmsheide-Ost (ehemalige Feldwebel-Schmid-Kaserne) Süd“ mit einem Plangebiet von 15,6 Hektar, das im Wesentlichen die oktogonal angeordneten denkmalgeschützten Kasernenbauten sowie weitere Bereiche im Südteil des ehemaligen militärischen Geländes umfasst, wurde am 8. Mai 2012 beschlossen. Während das Gebäudeensemble Oktogon und die unmittelbar umliegenden Flächen als Gewerbegebiet ausgewiesen wurden, erhielt im Südosten ein Bereich den Status Mischgebiet. Der Bebauungsplan wurde als Satzung am 12. Dezember 2017 durch die Ratsversammlung beschlossen und ist am 28. November 2019 in Kraft getreten. Im September 2012 gab der Investor bekannt, das ehemalige Offiziersheim verkauft zu haben. Die neuen Eigentümer sanierten das Kasino bis Anfang 2014 und richteten eine Wohngemeinschaft für Demenzkranke in dem Gebäude südöstlich des Oktogon-Komplexes ein. Die Privatschule Mittelholstein zog am 1. November 2013 in ein Gebäude ebenfalls in diesen Teil des Plangebietes ein. Mitte 2015 mietete die Privatschule Mittelholstein zwar weitere 500 Quadratmeter für Grundschulklassen an. Doch insgesamt waren in der Kaserne von den 95.000 Quadratmetern Raumflächen zu diesem Zeitpunkt lediglich Mieter für 10.000 Quadratmeter gefunden. Im Oktober 2015 stellte ein weiterer Investor seine Pläne vor: demnach sollte das Stabsgebäude zu einem Hotel mit 156 Zimmern sowie weitere Unterkunftsmöglichkeiten mit 85 Zimmern in einem angrenzenden Haus entstehen. Für den Oktogon-Komplex war die Schaffung eines „Science-Center“ als Entwicklungs-, Forschungs- und Dienstleistungszentrum vorgesehen. 80 bis 100 Firmen sollten sich ansiedeln. Doch bereits kurz nach Bekanntwerden der Vorhaben wurden Zweifel laut. Im Februar 2016 platzten schließlich diese Pläne und es kam zum Rücktritt vom Kaufvertrag. Eine 2019 neu gegründete Projektträgergesellschaft bemüht sich weiterhin um die Vermarktung des Gesamtareals.

### Vom Gesundheitszentrum zur Landesunterkunft für Flüchtlinge
Für eine im mittleren Teil der ehemaligen Kasernenanlage und nördlich des Oktogon gelegene Fläche von 5 Hektar, die den früheren Exerzier- und Hubschrauberlandeplatz sowie Kompanie- und Internatsgebäude umfasst, wurde die Aufstellung des Bebauungsplans Nr. 92 e „Suhmsheide-Ost (ehemalige Feldwebel-Schmid-Kaserne) Mitte-Süd“ am 8. Mai 2012 beschlossen. Auf dem Plangebiet wurde nun im Wesentlichen Gewerbeflächen ausgewiesen. Der Bebauungsplan wurde als Satzung am 12. Dezember 2017 durch die Ratsversammlung beschlossen und ist am 28. November 2019 in Kraft getreten.
Im Dezember 2013 wurde dem Bauausschuss ein Konzept vorgestellt, nach dem hier ein „Reha-Aktiv-Center“ für Komapatienten, Ausstellungsflächen für Anbieter aus der Pflege-Hilfsmittel-Branche, Seminar- und Büroräume, ein Hotel, eine Kantine, ein Ärztehaus und auf dem Exerzierplatz eine „Science Documenta für Gewerbe und Dienstleistung“ entstehen sollten. Aufgrund der Flüchtlingskrise in Deutschland 2015/2016 suchte das Land Schleswig-Holstein nach weiteren Unterkunftsmöglichkeiten. In Betracht gezogen wurde das erst in den 1990er Jahren errichtete Internatsgebäude sowie weitere ehemalige Ausbildungseinrichtungen im Plangebiet Mitte-Süd. Ende November 2015 fiel die Entscheidung für eine Erstaufnahmeeinrichtung mit bis zu 2000 Flüchtlingen. Hierfür wurden Wohncontainer auf dem ehemaligen Exerzierplatz aufgestellt sowie drei vorhandene Gebäude und eine Halle saniert. Obwohl bereits im Dezember 2015 die Aufnahme von Flüchtlingen geplant war, konnte die Einrichtung erst im Juni 2016 eröffnet werden. Aufgrund gesunkener Flüchtlingszahlen wurde zum 1. Juli 2018 die Einrichtung zwar geräumt, aber weiter vorgehalten, da das Land das Gelände bis 2021 gepachtet hatte. Im Oktober 2018 folgte jedoch ein Umdenken, da die hohe Belegung an anderen Standorten in der Kritik stand. Die Landesregierung plante daher fortan mit der Unterbringung von 500 Flüchtlingen in Rendsburg. Im Februar 2019 wurde der Betrieb wieder aufgenommen. Mit dem Russischen Überfall auf die Ukraine 2022 wurden auch Kriegsflüchtlinge in Rendsburg in der Landesunterkunft untergebracht.